# Platzdorf

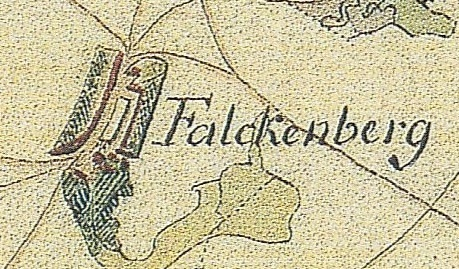
Falkenberg, ein typisches Platzdorf, im Schmettauschen Kartenwerk von 1767/87

Ein Platzdorf ist eine dörfliche Siedlungsform.
Im Gegensatz zu beispielsweise einem Straßendorf wurden die Höfe oder Hofstellen nicht linear entlang eines Verkehrswegs angelegt, sondern gruppieren sich um einen Platz, wie zum Beispiel um einen Anger. Diese zentral gelegene Freifläche wurde ursprünglich als geschützter Aufenthaltsort für größere Nutztiere in der Nacht gebraucht, die sich tagsüber außerhalb des Dorfes befanden. Später erfolgte an diesem Ort teilweise die Bebauung mit von der Allgemeinheit genutzten Gebäuden, zum Beispiel der Dorfkirche. Auch Teiche wurden hier oftmals angelegt. 
Platzdörfer können nach der Platzform unterschieden werden. So gibt es beispielsweise Rundplatz- und Viereckplatzdörfer. Diese Siedlungsform tritt in verschiedenen Epochen auf, zum Beispiel während der Deutschen Ostsiedlung. 
Dem Siedlungstyp des Platzdorfs werden der Rundling und das Angerdorf zugeordnet.